# Johann Nikolaus Schäfer

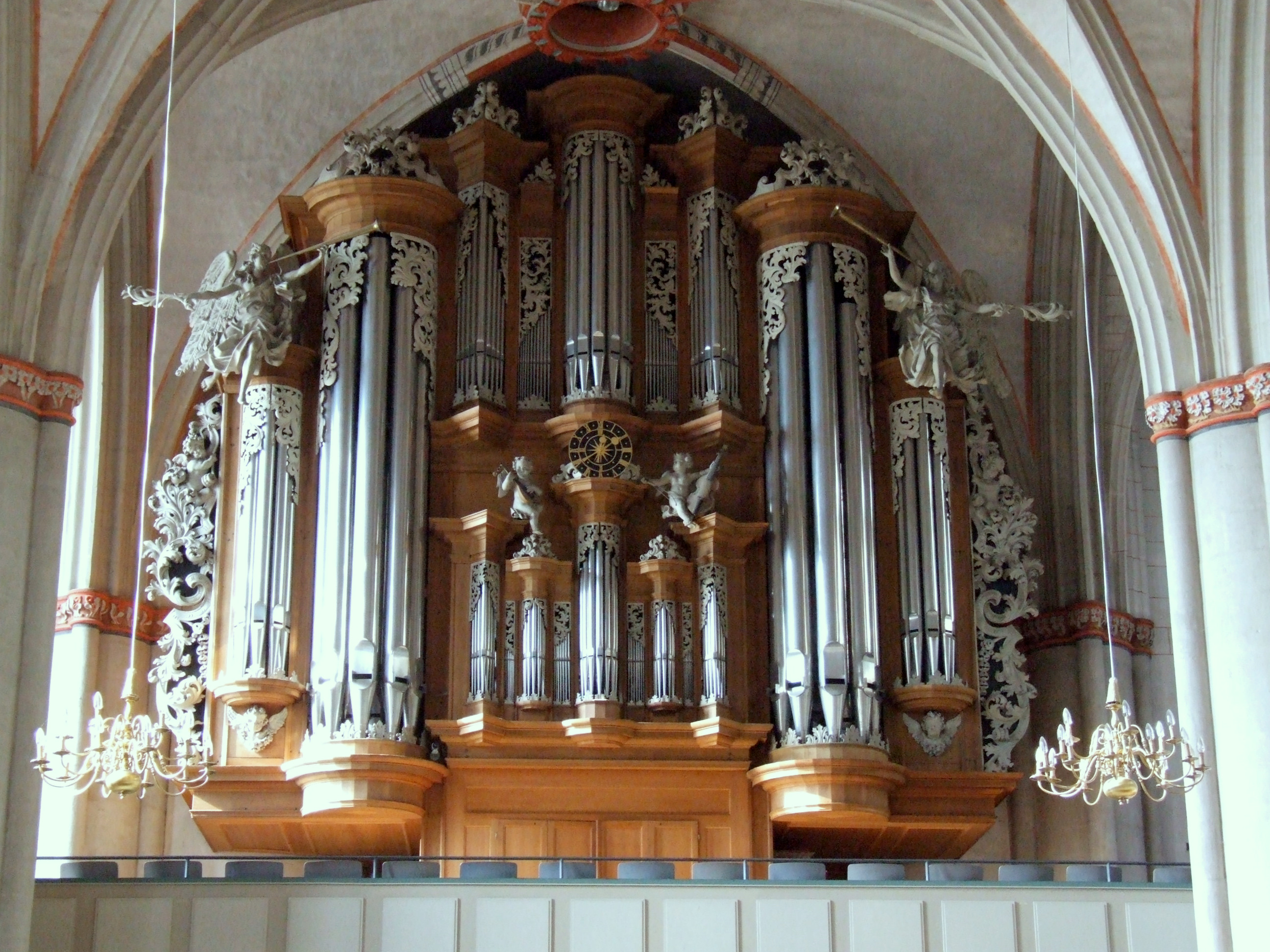
Von der Orgel in der Marburger Lutherkirche ist Schäfers Prospekt erhalten.

Johann Nikolaus Schäfer (* 1671 in Kilianstädten; † 1744) war ein Orgelbauer der Barockzeit, der in Hessen wirkte.

## Leben
Schäfer stammte aus Babenhausen und ließ sich im Jahr 1705 in Hanau nieder, wo er im selben Jahr eine Orgel für seine Geburtsstadt Kilianstädten baute. Nicht bekannt ist, bei wem er den Orgelbau erlernt hat.
Seine Frau hieß Helena Catharina und gebar ihm 1726 den Sohn Johann Ernst Henrich Schäfer.
Schäfer gilt als der bedeutendste Hanauer Orgelbauer im 18. Jahrhundert. Sein Nachfolger wurde Joseph Carl  Großwaldt (* 1760), von dem nur ein Neubau (Wickstadt, 1759) nachgewiesen ist.

## Werk
Typisch für Schäfer ist der breit angelegte Prospekt. Seine Orgeln zeichnen sich durch eigenwillige Dispositionen aus. So verfügte sein Marburger Werk über vier Acht-Fuß-Labial-Register; im Pedal waren vier von sieben Registern 16-füßig; Oberwerk und Brustwerk besaßen eine sechsfache Mixtur. Die Prospektgestaltung im Régencestil in der Stadtkirche St. Marien (Homberg) ist ungewöhnlich für Hessen-Kassel und weist auf Johann Friedrich Schäffer aus Witzenhausen als Erbauer hin.
1716 wurde Schäfer gebeten, den Entwurf von Caspar Kirchner für einen Orgelneubau in Hachenburg zu begutachten. Er befürwortete den Entwurf im Wesentlichen und sandte zwei eigene Dispositionsentwürfe mit, die in ähnlicher Form bei seinen eigenen Neubauten zur Ausführung kamen. Abgesehen von einigen Prospekten ist im Wesentlichen nur noch sein Dieburger Werk als Rückpositiv in Nieder-Ramstadt erhalten.
Die Orgel der Stadtkirche St. Marien in Homberg (Efze) stammt von Johann Friedrich Schäffer und wurde früher Johann Nikolaus Schäfer zugeschrieben.

## Werkliste
| Jahr      | Ort                   | Kirche                             | Bild | Manuale | Register | Bemerkungen |
| --------- | --------------------- | ---------------------------------- | ---- | ------- | -------- | --- |
| 1705      | Kilianstädten         | Ev. Kirche                         |      |         |          | |
| 1710      | Marjoß                | Maria-Magdalenen-Kirche            |      |         |          | Neubau oder Einbau einer älteren Orgel. Orgel nicht erhalten |
| 1717–1718 | Usingen               | Laurentiuskirche                   |      | I/P     | 14       | 1881 von Gustav Raßmann um ein zweites Manual erweitert; 1971/72 Neubau durch Günter Hardt hinter hist. Gehäuse und unter Verwendung von 4–5 Registern von Raßmann und der Manuallade von Schäfer |
| 1720      | Kleestadt             | Ev. Kirche                         |      | I       | 7        | ohne Pedal gebaut; 1786 um freies Pedal erweitert; Gehäuse und Manualwindlade von Schäfer erhalten (heute I/P/12)                                                                                 |
| 1720      | Schaafheim            | Ev. Kirche                         |      | I       | 13       | 1841 an die kath. Kirche Erbach verkauft; einige Register erhalten |
| 1721–1722 | Marburg               | Lutherische Pfarrkirche St. Marien |      | II/P    | 28       | Prospekt erhalten |
| 1723      | Dieburg               | St. Peter und Paul                 |      | I       | 11       | 1844 nach Lengfeld überführt, seit 1965 als Rückpositiv in Nieder-Ramstadt; besterhaltenes Werk                                                                                                   |
| 1725      | Erbach                | Stadtkirche Erbach                 |      | II/P    | 20       | 1899 durch Neubau von Wilhelm Sauer hinter hist. Gehäuse ersetzt |
| 1726      | Altheim               | Ev. Kirche                         |      | I       | 8        | ohne Pedal erbaut; später mehrfach erweitert und 1967 durch eine neue Walcker-Orgel ersetzt; Prospekt erhalten                                                                                    |
| 1727      | Hanau                 | Johanneskirche                     |      |         |          | |
| 1729–1731 | Steinau an der Straße | Reinhardskirche                    |      | I/P     | 15       | Neubau; nicht erhalten |
| 1734      | Babenhausen           | Ev. Kirche                         |      | I/P     | 17       | 1951 durch Walcker-Neubau hinter hist. Gehäuse ersetzt |